# Kharkhari
Kharkhari é uma vila no distrito de Dhanbad, no estado indiano de Jharkhand.

## Demografia
Segundo o censo de 2001, Kharkhari tinha uma população de 5653 habitantes. Os indivíduos do sexo masculino constituem 55% da população e os do sexo feminino 45%. Kharkhari tem uma taxa de literacia de 55%, inferior à média nacional de 59,5%: a literacia no sexo masculino é de 66% e no sexo feminino é de 42%. Em Kharkhari, 17% da população está abaixo dos 6 anos de idade.